# 페이로드 (우주선)
페이로드(payload)는 로켓 안에 실리는 물건의 하중을 말한다. 우주선 안에 실리는 물건으로 정의하며, 화물, 승무원, 과학 장비 또는 실험 장치 등이 있다. 공격을 목적으로 한 핵폭탄 등 미사일의 탄두도 페이로드에 포함된다.

## 페이로드와 관련된 비율

### 유상 하중비
페이로드에는 중요한 변수가 있는데, 바로 로켓의 총 중량을 페이로드의 중량으로 나눈 유상 하중비이다. 유상 하중비는 매우 중요하며, 이 비율에 맞지 않는 페이로드를 발사할 경우 로켓에 과부하가 걸리거나 폭발, 내려앉음 등이 발생한다.

### 추진제 질량비
추진제 질량비은 발사체가 목표로 한 궤도에 도달할 때까지 발사체가 도달하지 못하는 질량의 비율이다.

### 질량비
질량비는 로켓 엔진 점화시에 로켓 질량과 연소 종료 시의 비이다.

## 사용에 따른 분류
보통 무기인지 무기가 아닌 지로 나뉜다. 화물, 군수품, 과학 장비 등은 비무기형 페이로드로 분류되고, 미사일, 핵폭탄 등이 페이로드면 무기형 페이로드로 분류된다.

## 같이 보기
- 대형 리프트 발사체
- 중형 리프트 발사체
- 치올콥스키 로켓 방정식